# Coupe de France 2024/25

CdF-Wettbewerbslogo

Der Wettbewerb um die Coupe de France in der Saison 2024/25 war die 108. Ausspielung des französischen Fußballpokals für Männermannschaften. Titelverteidiger war der Paris Saint-Germain FC, der seine Titel erfolgreich verteidigt hat. Im Endspiel setzten sie sich gegen Stade Reims durch und gewannen damit die Coupe zum 16. Mal. Im Halbfinale standen zwei unterklassige Teams mit einem bemerkenswerten Pokalparcours: Zweitligist USL Dunkerque hatte auf dem Weg dahin drei Erstligisten besiegt, die viertklassige AS Cannes drei Zweitligisten. In das Endspiel zogen aber beide nicht ein.
Während die Dritt- und die Zweitligavereine ebenso wie elf Teilnehmer aus sieben der französischen überseeischen Gebiete bereits in den von den regionalen Untergliederungen des Landesverbands Fédération Française de Football (FFF) organisierten Qualifikationsrunden in den Wettbewerb eingreifen müssen – die Drittligisten in der 5., die beiden letztgenannten Gruppen in der 7. Runde –, beginnt für die Erstligisten – und gegebenenfalls einen unterklassigen Titelverteidiger – der Wettbewerb erst zwei Runden später mit dem Zweiunddreißigstelfinale (Beginn des Hauptwettbewerbs). Nur in dieser Runde werden die dafür qualifizierten 64 Vereine landesweit in drei regionale Lostöpfe à 20 bzw. 22 Mannschaften aufgeteilt, worin jeweils annähernd gleichviele Teams gleicher Ligazugehörigkeit vertreten sind. Ab dem Sechzehntelfinale fällt auch diese Vorsortierung weg und der Wettbewerb wird ausschließlich nach dem klassischen Pokalmodus ausgetragen: Spielpaarungen werden ohne Setzlisten aus sämtlichen noch im Wettbewerb befindlichen Klubs ausgelost und jeweils lediglich ein Spiel ausgetragen, an dessen Ende ein Sieger feststehen muss (und sei es durch Elfmeterschießen), der sich dann für die nächste Runde qualifiziert, während der Verlierer ausscheidet. Auch das Heimrecht wird für jede Begegnung durch das Los ermittelt, allerdings mit der Einschränkung, dass Klubs, die gegen eine mindestens zwei Ligastufen höher spielende Elf anzutreten haben, automatisch Heimrecht bekommen.
Die unterklassigen Vereine kämpften zudem wiederum um den mit Geldpreisen verbundenen Titel als erfolgreichster Außenseiter. Dieser derzeit hauptsächlich von der Handelskette Intermarché gesponserte Nebenwettbewerb trägt die offizielle Bezeichnung Classement des Petits Poucets (auf Deutsch: „Däumlingswertung“). Aus dem französischen Kernland hatten vier Sechstligisten (SA Mérignac, L’Union Saint-Jean FC, Association Still-Mutzig, FC Tours) und einen Siebtligist (FC Marmande) das Zweiunddreißigstelfinale erreicht, sowie zwei Mannschaften aus Übersee (FC Saint-Denis aus Réunion und Racing Saint-Joseph aus Martinique). Obwohl keiner dieser Mannschaften die Sechzehntelfinale erreichten, war der Viertligist AS Cannes am Ende erfolgreichster, als er das Amateurklub aus der niedrigsten Spielklasse in der Halbfinale war.
Das Endspiel findet am 24. Mai 2025 im Stade de France statt.

## Zweiunddreißigstelfinale
Spiele am 20.–22. Dezember 2024. L1, L2 bzw. D3 stehen für die Zugehörigkeit zur ersten bis dritten Liga, N2 bzw. N3 für die beiden landesweiten Amateurligen, R1 bzw. DH („Régional 1“) für die sechste, R2 für die siebte Ligenstufe.
Ergebnisse: i. E. = im Elfmeterschießen.
| - Le Puy Foot (N2) – HSC Montpellier (L1) 4:0 - AS Saint-Étienne (L1) – Olympique Marseille (L1) 0:4 - L’Union Saint-Jean FC (R1) – AS Monaco (L1) (a) 1:4 - Hauts Lyonnais Feurs (N3) – FC Toulouse (L1) 0:0, 2:4 i. E. - FC Bourgoin-Jallieu (N3) – FC Martigues (L2) 4:1 - Grand Ouest Association Lyonnaise FC (N2) – FC Annecy (L2) 1:2 - AS Cannes (N2) – Grenoble Foot (L2) 3:2 - FC Espaly (N3) – FCO Dijon (D3) 1:1, 4:3 i. E. - USC Corte (N3) – OGC Nizza (L1) (b) 1:1, 3:5 i. E. - FC Sochaux (D3) – Clermont Foot (L2) 0:0, 5:3 i. E. - ES Troyes AC (L2) – FC Metz (L2) 3:0 - FC Rouen (D3) – OSC Lille (L1) 0:1 - FCSR Haguenau (N2) – US Boulogne (D3) 4:1 - Association Still-Mutzig (R1) – Stade Reims (L1) (c) 1:3 - AJ Auxerre (L1) – USL Dunkerque (L2) 0:1 - ES Thaon (N3) – SC Amiens (L2) 2:1 | - Racing Calais (N3) – Racing Strasbourg (L1) 0:3 - JA Drancy (N3) – FC Nantes (L1) (d) 0:4 - Entente Feignies-Aulnoye (N2) – Olympique Lyon (L1) (e) 1:2 - SC Bastia (L2) – Racing Saint-Joseph (DH Martinique) 5:0 - US Thionville Lusitanos (N2) – FC Valenciennes (D3) 2:2, 4:5 i. E. - FC 93 Bobigny (N2) – SCO Angers (L1) 0:1 - FC Tours (R1) – FC Lorient (L2) abgesagt (f) - SA Mérignac (R1) – Stade Laval (L2) 0:0, 3:4 i. E. - Racing Lens (L1) – Paris Saint-Germain FC (L1) 1:1, 3:4 i. E. - US Saint-Philbert-de-Grand-Lieu (N3) – US Quevilly (D3) (g) 0:2 - Girondins Bordeaux (N2) – Stade Rennes (L1) 1:4 - FC Marmande (R2) – Le Mans FC (D3) (h) 0:7 - SU Dives-Cabourg (N3) – FC Saint-Denis (DH La Réunion) 2:0 - EA Guingamp (L2) – SM Caen (L2) 2:1 - Stade Saint-Brieuc (N2) – Le Havre AC (L1) 1:0 - La Roche VF (N2) – Stade Brest (L1) 0:1 |

## Sechzehntelfinale
Spiele am 14.–15. Januar 2025.
| - SC Bastia (L2) – OGC Nizza (L1) 0:1 - SU Dives-Cabourg (N3) – Le Puy Foot (N2) 1:0 - FC Toulouse (L1) – Stade Laval (L2) 2:1 - US Quevilly (D3) – SCO Angers (L1) 2:3 - Le Mans FC (D3) – FC Valenciennes (D3) 1:1, 4:3 i. E. - FCSR Haguenau (N2) – USL Dunkerque (L2) (i) 1:3 - Olympique Marseille (L1) – OSC Lille (L1) 1:1, 3:4 i. E. - ES Troyes AC (L2) – Stade Rennes (L1) 1:0 | - Stade Saint-Brieuc (N2) – FC Annecy (L2) 1:1, 4:3 i. E. - EA Guingamp (L2) – FC Sochaux (D3) 2:2, 9:8 i. E. - Stade Reims (L1) – AS Monaco (L1) 1:1, 3:1 i. E. - FC Bourgoin-Jallieu (N3) – Olympique Lyon (L1) 2:2, 4:2 i. E. - AS Cannes (N2) – FC Lorient (L2) 2:1 - Stade Brest (L1) – FC Nantes (L1) 2:1 - ES Thaon (N3) – Racing Strasbourg (L1) (j) 2:2, 3:5 i. E. - FC Espaly (N3) – Paris Saint-Germain FC (L1) (k) 2:4 |

## Achtelfinale
Spiele am 4.–6. Februar 2025.
| - Stade Saint-Brieuc (N2) – OGC Nizza (L1) 2:1 - FC Bourgoin-Jallieu (N3) – Stade Reims (L1) 0:0, 2:3 i. E. - ES Troyes AC (L2) – Stade Brest (L1) 1:2 - Le Mans FC (D3) – Paris Saint-Germain FC (L1) 0:2 | - FC Toulouse (L1) – EA Guingamp (L2) 0:2 - AS Cannes (N2) – SU Dives-Cabourg (N3) 5:3 - Racing Strasbourg (L1) – SCO Angers (L1) 1:3 - OSC Lille (L1) – USL Dunkerque (L2) 1:1, 4:5 i. E. |

## Viertelfinale
Spiele am 25.–27. Februar 2025.
| - Stade Brest (L1) – USL Dunkerque (L2) 2:3 - AS Cannes (N2) – EA Guingamp (L2) 3:1 | - Stade Saint-Brieuc (N2) – Paris Saint-Germain FC (L1) 0:7 - SCO Angers (L1) – Stade Reims (L1) 1:1, 3:5 i. E. |

## Halbfinale
Spiele am 1./2. April 2025.
| - USL Dunkerque (L2) – Paris Saint-Germain FC (L1) 2:4 | - AS Cannes (N2) – Stade Reims (L1) 1:2 |

## Finale
Spiel am 24. Mai 2025 im Stade de France, vor 77.101 Zuschauern
- Paris Saint-Germain FC – Stade Reims 3:0 (3:0)

### Aufstellungen
Paris Saint-Germain FC: Matwei Safonow – Achraf Hakimi, Marquinhos , Willian Pacho (Lucas Beraldo, 61.), Nuno Mendes (Lucas Hernández, 61.) – João Neves (Senny Mayulu, 71.), Vitinha (Warren Zaïre-Emery, 71.), Fabián Ruiz – Désiré Doué (Gonçalo Ramos, 71.), Ousmane Dembélé, Bradley Barcola 
Trainer: Luis Enrique
Stade Reims: Yehvann Diouf  – Hiroki Sekine, Joseph Okumu (Gabriel Moscardo, 46.), Cédric Kipré, Sergio Akieme – Valentin Atangana – Junya Itō (Ange Martial Tia, 46.), Amadou Koné (John Patrick, 74.), Mory Gbane, Keito Nakamura (Mamadou Diakhon, 63.) – Jordan Siebatcheu (Oumar Diakité, 46.)
Trainer: Samba Diawara
Schiedsrichter: Benoît Bastien

### Tore
1:0 Barcola (16.)
2:0 Barcola (19.)
3:0 Hakimi (43.)